# كرة القدم الغيلية
كرة القدم الغَيْلِيَّة وتسمى أيضاً كرة القدم الأيرلندية، هي رياضة يشير إسمها إلى كرة القدم على الطريقة الغيلية (الأيرلندية)، تعتبر من الرياضات الشعبية في أيرلندا مع كرة القدم والقذف، وتشبه الرغبي وكرة القدم، فهي تشبه الرغبي من حيث قوانين حمل الكرة والركض بها وتسجيل النقاط، وتشبه كرة القدم من حيث شكل وحجم ووزن الكرة التي يبلغ وزنها حوالي 400 غرام كما تشببها في شكل المرمى وفي وجود حارس مرمى، عدد اللاعبين في هذه الرياضة 15 لاعب لكل فريق، تسجيل هدف عادي يساوي 3 نقاط وتسجيل هدف من بعد 2.5 متر يساوي نقطة واحدة، ملعب المباراة مستطيل ويبلغ طوله من 130-145 متر وعرضه 80-90 متر، لعبت هذه الرياضة في الأولمبياد الصيفية مرة واحدة في أولمبياد 1904، وتدار هذه الرياضة من قبل الجمعية الرياضية الغيلية [الإنجليزية].

## وصلات خارجية
- https://www.youtube.com/watch?v=TEAbWrdB9XU